# كيفين أليخاندرو
كيفين أليخاندرو (بالإنجليزية: Kevin Alejandro)‏ مواليد 7 أبريل 1976 في سان أنطونيو، الولايات المتحدة، هو ممثل أمريكي.

## الأعمال
- عبر جوردان
- لاس فيغاس
- المسحورات
- 24
- إيلياس
- سي اس آي: نيويورك
- دون أثر
- سي إس آي: ميامي
- إن سي آي إس
- بيتي القبيحة

## وصلات خارجية
- كيفين أليخاندرو على موقع IMDb (الإنجليزية)
- كيفين أليخاندرو على موقع روتن توميتوز (الإنجليزية)
- كيفين أليخاندرو على موقع ألو سيني (الفرنسية)
- كيفين أليخاندرو على موقع ميوزك برينز (الإنجليزية)
- كيفين أليخاندرو على موقع أول موفي (الإنجليزية)
- كيفين أليخاندرو على موقع قاعدة بيانات الأفلام السويدية (السويدية)
- كيفين أليخاندرو على موقع إن إن دي بي (الإنجليزية)
- كيفين أليخاندرو على موقع قاعدة بيانات الفيلم (الإنجليزية)
- كيفين أليخاندرو على موقع كينوبويسك (الروسية)